# Friedrich Plaschke

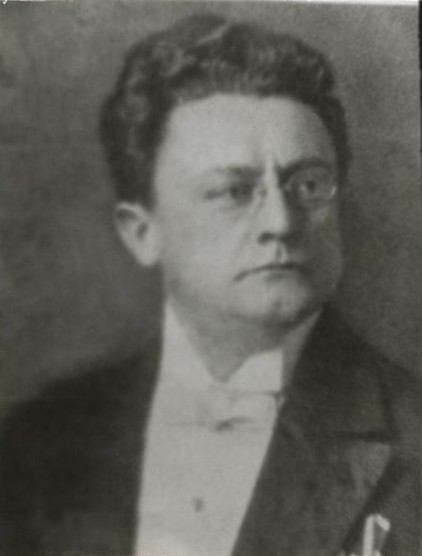
Friedrich Plaschke

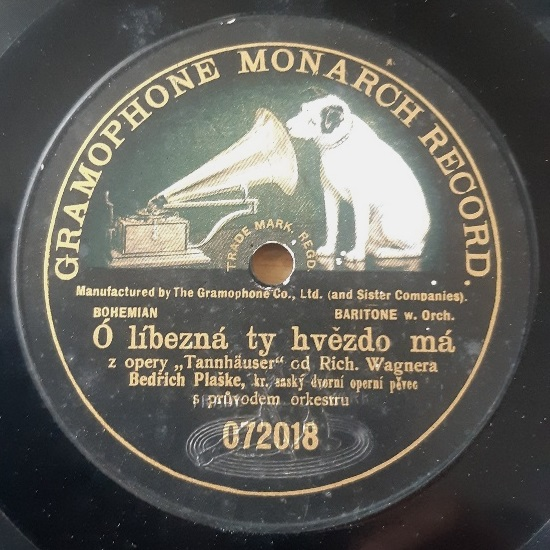
Schallplatte von Friedrich Plaschke (Berlin 1909)

Friedrich Plaschke, auch Bedřich Plaške (* 7. Januar 1875 in Jaroměř; † 4. Februar 1952 in Prag) war ein deutsch-tschechischer Opernsänger (Bassbariton).

## Leben
Sein Debüt gab der Sohn eines Kaufmanns 1900 an der Dresdner Hofoper als Herold in Lohengrin. Er blieb bis 1937 Mitglied des Ensembles. Von Januar bis April 1923 war Plaschke zusammen mit seiner Ehefrau Teil der aus 200 Personen bestehenden Wagner Opera Festival Company, die unter der Leitung von Leo Blech und Georg Hartmann an mehreren Spielorten in den USA Auftritte hatte.
Seine Rollen umfassten Pöschel in Feuersnot, den Ersten Nazarener in Salome, Arcesius in d’Albert’s Die toten Augen, Altair in Die ägyptische Helena, Graf Waldner (Arabella) and Morosus (Die schweigsame Frau). Er war der erste Darsteller von Barak (Die Frau ohne Schatten), Gérard (Andrea Chénier), Boris Godunow und Amfortas (Parsifal) in Dresden.
Er war auch Gast in den Vereinigten Staaten, bei den Bayreuther Festspielen und am Royal Opera House in London.
Plaschke war verheiratet mit der Sängerin Eva von der Osten (1881–1936).
Aufnahmen für G&T (Dresden 1902 und Berlin 1907), Gramophone (Dresden und Berlin 1909), Pathé (Dresden 1912) und Grammophon (Berlin 1915).